# Abdul Rahman Yasin
Abdul Rahman Yasin (en arabe : عبد الرحمن يس), né le 10 avril 1960 à Bloomington dans l'Indiana est un terroriste islamiste.
Il est l'un des auteurs de l'attentat du World Trade Center de 1993. De nombreuses preuves liées à l'affaire sont retrouvées dans son appartement à la suite d'une perquisition. Recherché par les États-Unis, il est le seul accusé à ne pas avoir été arrêté et emprisonné par le gouvernement américain. Après les attentats du 11 septembre 2001, le Président George W. Bush le place sur une liste des suspects les plus recherchés avec une prime de 25 millions de dollars. Dans une interview en 2002, il est filmé en tenue de prisonnier dans une prison de Bagdad où il serait retenu depuis 1994,. 